# Barbara Wrońska
Barbara Wrońska (Varsavia, 8 giugno 1983) è una cantante polacca.

## Biografia
Barbara Wrońska ha iniziato a prendere lezioni di violino e pianoforte all'età di 4 anni. Nel 2004 ha suonato questi strumenti nell'album 8 Ohm dei Pustki, gruppo di cui è diventata cantante, nonché la principale autrice di musiche e testi, nel 2007. Inoltre, nel 2005 ha formato insieme a sua sorella Zuzanna il duo Ballady i Romanse.
Nel 2017 ha avviato la sua carriera da solista; l'anno successivo è uscito il suo album di debutto, Dom z ognia, che ha raggiunto la 25ª posizione della classifica polacca e che le ha fruttato una candidatura per la compositrice dell'anno e una per il migliore album pop alternativo ai premi Fryderyk del 2019, il maggior riconoscimento musicale polacco.

## Discografia

### Album
- 2018 – Dom z ognia

### Singoli
- 2017 – Nie czekaj
- 2018 – Nieustraszeni
- 2019 – Dom z ognia i lodu
- 2019 – Serce
- 2019 – Rybka (con Natalia Przybysz e Paulina Przybysz)
- 2019 – Plastik
- 2020 – Zanim (con Michał Szpak)
- 2020 – Czarna D.
- 2022 – Prócz ciebie nic (con Skubas)
- 2023 – Essa!
- 2025 – Ten sam kurs